# Головань, Анатолий Петрович
Анатолий Петрович Головань (род. 10 августа 1951 года) — российский солист балета, Народный артист РСФСР (1985)

## Карьера
В 1969 году закончил Воронежское хореографическое училище,
а в 1991 году — ГИТИС.
В 1969—1989 годах танцевал на сцене Воронежского театра оперы и балета.
С 1991 года солист и заведующий труппой Русского камерного балета «Москва».
Основные партии: Дезире («Спящая красавица» П. И. Чайковского),
- Принц («Щелкунчик» П. И. Чайковского),
- Зигфрид («Лебединое озеро» П. И. Чайковского),
- Жермон («Травиата» Дж. Верди),
- Резанов («Юнона и Авось» А. Рыбникова),
- Конрад («Корсар» А. Адана),
- Давид («Гаянэ» А. Хачатуряна),
- Антоний («Антоний и Клеопатра» Э. Лазарева) и другие.

## Почетные звания и награды
- Заслуженный артист РСФСР (26 апреля 1979)
- Народный артист РСФСР (20 марта 1985)